# Claude Fréjacques
Claude Fréjacques, né le 1er août 1924 à Paris et mort dans cette même ville le 7 juin 1994, est un haut fonctionnaire et scientifique français. Il est considéré comme l'un des principaux spécialistes scientifiques français du procédé d'enrichissement isotopique de l'Uranium par diffusion gazeuse, dont les travaux ont conduit à l'adoption de ce procédé en France et à la construction de l'usine Eurodif au Tricastin.

## Biographie
Il étudie à l’École polytechnique (promotion X 1943). Il entre ensuite dans le corps des ingénieurs des poudres.
Rapidement il est affecté à la direction de la chimie du CEA, alors placée sous l'autorité de Henri Piatier. Dès 1957, il a la responsabilité des études visant à permettre la construction d'une usine de séparation isotopique basée sur le procédé de diffusion gazeuse de l'Hexafluorure d'uranium. Fréjacques deviendra lui-même directeur de la chimie du CEA en 1971.
Après l'inauguration de l'usine d'Eurodif en 1979, Claude Fréjacques quitte le CEA.
Il est alors nommé directeur de la Délégation générale à la recherche scientifique et technique (DGRST). À la suite des élections de mai 1981, Jean-Pierre Chevènement étant nommé Ministre d'État, ministre de la recherche et de la technologie, souhaite transformer le petit secrétariat d'État à la recherche en un grand ministère, avec de nombreux énarques, ce qui conduit Claude Fréjacques à chercher un autre poste.
Il est alors nommé président du CNRS de 1981 à 1989. Il ne s'agit pas seulement d'un poste honorifique : Fréjacques exerce pleinement un rôle dans les négociations avec les ministères (Recherche, Finances, Industrie, Education) et y ajoute son aptitude à la concertation avec les syndicats de la Recherche. Grand scientifique multi-disciplinaire, il donne un avis d'expert sur beaucoup de grands projets.
Marié en 1949, il a eu 8 enfants. Il fut également un grand skieur.

### Distinctions
- Commandeur de la Légion d'honneur
- Grand officier de l'ordre national du Mérite
- Membre de l'Académie des sciences (1979)
- Membre de l'Academia Europaea

### Sources
- Itinéraires de chimistes : 1857-2007, 150 ans de chimie en France avec les présidents de la SFC, par Laurence Lestel
- Article sur Claude Fréjacques dans Encyclopediae Universalis, par Robert Dautray